# Gauštvinis
Jezero Gauštvinis je průtočné jezero ledovcového původu v okrese Kelmė (největší v okrese), asi 6 km severně od městečka Tytuvėnai, na jižním okraji rozsáhlého rašeliniště Didysis Tyrulis a na východním okraji ChKO Tytuvėnų regioninis parkas, je součástí botanicko-zoologocké rezervace Užpelkių botaninis-zoologinis draustinis. Jezerem protéká řeka Gryžuva, v horním toku nazývaná Šimša (někdy je Šimša považována za samostatnou řeku). Jezero je protáhlé severo-jižním směrem (délka je 3,1 km). Pánev dna jezera je rinového původu. Největší hloubka je 5 m. Břehy jsou nízké, převážně lesnaté, jinde bažinaté louky a křoviny. Pobřežní osídlení je poměrně řídké, převážně malé vesničky nebo samoty (největší ves na západním břehu se jmenuje Pagauštvinis - podle názvu jezera.

## Přítoky
| Hydrologické pořadí | Řeka          | Délka (km) | Povodí (km²) | Ústí kde | Koordináty ústí                  |
| ------------------- | ------------- | ---------- | ------------ | -------- | -------------------------------- |
| 14010231            | Supynė        | 3,2        | 5,4          |          |                                  |
| 14010232            | Šimša         | 28,0       | 130,4        | Pažerys  | 55°39′39″ s. š., 23°12′16″ v. d. |
|                     | Spangupis     | 4,5        | 4,9          | Pažerys  | 55°39′42″ s. š., 23°12′20″ v. d. |
| 14010230            | Gryžuva/odtok | 13,6       | 190,0        | Gudeliai | 56°38′31″ s. š., 22°11′15″ v. d. |